# Planchonella baillonii
Planchonella baillonii är en tvåhjärtbladig växtart som först beskrevs av Alexander Zahlbruckner, och fick sitt nu gällande namn av Marcel Marie Maurice Dubard. Planchonella baillonii ingår i släktet Planchonella och familjen Sapotaceae. Inga underarter finns listade i Catalogue of Life.